# Satellite Bay
Satellite Bay ist das erste Studioalbum der deutschen Post-Rock-Band Long Distance Calling. Es erschien am 5. Oktober 2007 über Viva Hate Records.

## Entstehung
Die sieben auf dem Album zu hörenden Lieder wurden zwischen Anfang 2006 und Anfang 2007 geschrieben. Die Aufnahmen für das Album fanden innerhalb von dreieinhalb Tagen im April 2007 in der Oldenburger Tonmeisterei statt. Als Gastmusiker ist bei dem Lied The Very Last Day Sänger Peter Dolving von der schwedischen Band The Haunted zu hören. 
Die Idee, das erste Lied des Albums Jungfernflug zu nennen, kam dem Bassisten Jan Hoffmann im Studio. Da es das erste Lied auf dem ersten Album der Band ist erhielt das Lied diesen Namen. Fire in the Mountain enthält ein Zitat aus der Parabel Vor dem Gesetz von Franz Kafka. Der Satz „This door was intended only for you“, zu deutsch: „Diese Tür war nur für dich bestimmt“ soll ausdrücken, dass eine Person über seinen Schatten springen soll. In dem Lied The Very Last Day enthält ein Sprachsample aus dem Film A.I. – Künstliche Intelligenz.

## Titelliste
1. Jungfernflug – 10:36
2. Fire in the Mountain – 7:28
3. Aurora – 8:24
4. Horizon – 5:53
5. The Very Last Day – 10:22
6. Built Without Hands – 8:12
7. Swallow the Water – 7:26

## Rezeption
Laut Alexander Eitner vom Onlinemagazin metalnews.de zeigen Long Distance Calling, dass sie in der Lage sind, über die Spielzeit eines vollen Studioalbums „fesselnde und abwechslungsreiche Lieder“ zu schreiben, wofür Eitner dem Album 6,5 von möglichen sieben Punkten gab. Für Markus Endres vom Onlinemagazin metal.de reißen Long Distance Calling „Mauern nieder und entführen Hörer in andere Sphären“, wofür er acht von zehn Punkten vergab. Thomas Kohlruß von den Babyblauen Seiten beschrieb Satellite Bay als ein „tolles Debüt einer wirklich herausragenden Instrumentalband“, dem man allerdings noch die „begrenzten technischen Studiomöglichkeiten anhört“, wofür Kohlruß zehn von 15 Punkten vergab.

## Wiederveröffentlichung
Am 10. Februar 2017 veröffentlichte das Plattenlabel InsideOut Music das Debütalbum neu als Doppelalbum im Digipak. Neben dem Album enthält die Wiederveröffentlichung das vergriffene Demo DMNSTRTN aus dem Jahre 2006. Das Demo enthält die Lieder Fire in the Mountain und The Very Last Day in einer alternativen Version. Sowohl das Album als auch das Demo wurden vom Gitarristen David Jordan remastert.